# Thrixspermum sumatranum
Thrixspermum sumatranum är en orkidéart som beskrevs av Johannes Jacobus Smith. Thrixspermum sumatranum ingår i släktet Thrixspermum och familjen orkidéer. Inga underarter finns listade i Catalogue of Life.